# Bermudo Núñez
Bermudo Núñez (fallecido c. 955), fue un magnate leonés y primer conde de Cea. Aparece documentado por primera vez en el año 921 cuando confirma una donación en el monasterio de Sahagún lo que hace suponer que nació a finales del siglo siglo IX. Fiel vasallo de los monarcas leoneses, confirmó varios diplomas de los reyes siempre en un lugar destacado, ostentando la dignidad condal desde por lo menos el año 950 y ejerciendo la tenencia de las tierras de Cea desde 939.
Probablemente desempeñó un papel relevante en la batalla de Simancas librada en 939 y después de esta victoria de las armas leonesas, se encontró junto con su hermano Oveco Núñez, después obispo de León, en la repoblación de Salamanca.

## Orígenes familiares
Su filiación no ha sido confirmada aunque existen varias hipótesis. La medievalista Margarita Torres considera que fue hijo del infante Nuño Ordóñez, hijo del rey Ordoño I de Asturias y hermano del rey Alfonso III de Asturias, lo cual explicaría, según la autora, el rápido ascenso de este linaje y su cercanía a la casa real.
Otra hipótesis propuesta por Jaime de Salazar y Acha es que fue hijo de un Nuño Vélaz, quien sería uno de los hijos de Vela Jiménez, conde de Álava, a través de quien el linaje de los  Vela se extiende por las tierras leonesas y también explicaría algunos de los nombres vascos en las siguientes generaciones.
En un documento del 28 de agosto de 945, Oveco Núñez, obispo de León, confirma unas donaciones hechas por el rey Ramiro II al monasterio de Sahagún, también roborando el documento sus hermanos, Vela, Suero, Munio, Bermudo, y Nuño Núñez seguidos por algunos de los hijos de estos hermanos, entre ellos Fernando Bermúdez. También tuvo una hermana llamada Gontrodo Núñez, esposa de Ansur Fernández, conde en Monzón, padres de la reina Teresa Ansúrez, mujer del rey Sancho I de León.

## Matrimonios y descendencia
El conde Bermudo Núñez contrajo dos matrimonios. De su primera mujer, Argilo, con quien ya aparece casado en 946,  tuvo a:
- Froiloba Bermúdez,[10] la primogénita que casó antes de 947 con el magnate leonés Muño Flaínez.[8] Su filiación se conoce por una donación de su hija Jimena al monasterio de Sahagún en 985 de una villa llamada Saloiro que dice que la heredó de su abuelo Bermudo Núñez.[8]
- Fernando Bermúdez (fallecido en 978),[10] segundo conde de Cea, heredó de su padre y de su tío el obispo Oveco.[11]
- Piniolo Bermúdez,[10] quien confirma, junto con sus hermanos Fernando y Jimena la dotación hecha por su padre el 13 de agosto de 949 al monasterio de Santiago de Valdávida.[8]
- Jimena Bermúdez[8]
- Vela Bermúdez[8] (fallecido después de marzo de 976), padre de Argilo, Nuño y del conde Bermudo Vélaz.[10]

También pudo ser padre de otro hijo llamado Munio quien en 964 aparece con su esposa Filauria en una donación al monasterio de Sahagún.
Con su segunda esposa, Velasquita, con quien contrajo matrimonio entre 947 y 949, tuvo probablemente otros dos hijos:
- Álvaro Bermúdez[8]
- Oveco Bermúdez[8]

| Predecesor: Nuevo título | Conde de Cea c. 950 - 955 | Sucesor: Fernando Bermúdez |